# Оджоно
Оджоно (італ. Oggiono) — муніципалітет в Італії, у регіоні Ломбардія, провінція Лекко.
Оджоно розташоване на відстані близько 500 км на північний захід від Рима, 38 км на північ від Мілана, 9 км на південний захід від Лекко.
Населення — 8927 осіб (2014).
Покровитель — Santa Eufemia.

## Демографія

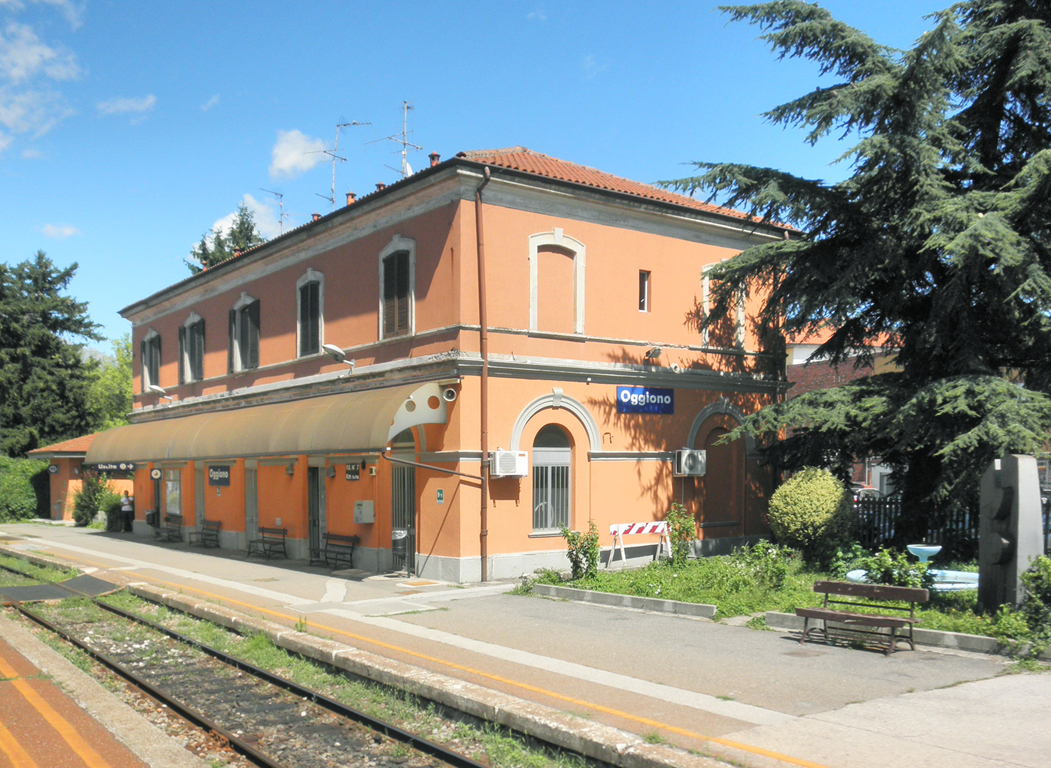
Залізнична станція

Населення за роками:

Станом на 1 січня 2023 року в муніципалітеті офіційно проживало 948 іноземців з 60 країн, серед них 66 громадян країн Євросоюзу та 26 громадян України.

## Сусідні муніципалітети
- Анноне-ді-Бріанца
- Дольцаго
- Елло
- Гальб'яте
- Мольтено
- Сіроне